# Бразийак, Робер
Робер Бразийак (фр. Robert Brasillach; 31 марта 1909[…], Перпиньян — 6 февраля 1945[…], форт де Монруж) ― французский писатель и журналист. Прежде всего известен как редактор Je suis partout, националистической газеты, симпатизировавшей фашистским движениям и поддерживавшей Жака Дорио.
После освобождения Франции в 1944 году Бразийак был казнён по приговору суда, при этом Шарль де Голль лично отказался даровать ему помилование. Обвинялся в пропаганде коллаборационизма, доносах и подстрекательствам к убийствам. Справедливость казни остаётся предметом некоторых споров, поскольку журналист был казнён за «интеллектуальные преступления», а не за военные или политические действия.

## Биография
Робер Бразийак родился в Перпиньяне. Учился в Высшей нормальной школе в Париже, затем стал писателем и литературным критиком, публиковался в газете ультраправого движения Аксьон Франсез Шарля Морраса. После Путча 6 февраля 1934 года и демонстраций ультраправых на площади Согласия Бразийак начал открыто поддерживать фашистскую идеологию.

### Писательская деятельность
Бразийак занимался как художественной литературой, так и научными изысканиями. В своих художественных произведениях он затрагивал актуальные для своей эпохи темы политического характера. Научные труды он посвящал самым различным темам, начиная от драматургии и биографий великих деятелей литературы и заканчивая освещением современных мировых событий. Особенно значимыми были его труды по истории кинематографа.

#### Кинематограф
Бразийак был очарован искусством кинематографа и написал книгу об истории кино в 1935 году под названием «Histoire du cinéma» (переизданную в 1943 году) совместно с Морисом Бардешем. Эта книга была, по оценкам некоторых исследователей, «наиболее выдающейся работой по эстетической истории кино как минимум в течение десятилетия», а также стала произведением, которое оказывало значительное влияние на развитие теории кинокритики через Жоржа Садуля (который, тем не менее, не питал симпатий к авторам) вплоть до 1970-х годов. В отличие от некоторых других авторов и критиков периода того периода, Бразийак не осуществлял подход к искусству кинематографа через откровенно политическую составляющую, хотя в переиздании его работы 1943 года содержатся определённые антисемитские высказывания, не включённые в оригинал. Несмотря на то, что Бразийак и Бардеш были ярыми националистами и полагали, что каждая нация и народ имеют уникальный стиль кино, авторы в своей работе сосредоточились на международных тенденциях, а не национальных. Бразийак был вхож в Cercle du cinéma известного киноэнтузиаста Анри Ланглуа. Свои личные вкусы он подробно излагал в своих основных работах и статьях, посвящённых кинематографу. Они варьировались от российского кинематографа (Броненосец «Потёмкин» и Александр Невский) до фильмов таких классиков, как Чарли Чаплин, Георг Вильгельм Пабст, Рене Клер и Жан Ренуар, а также и некоторых голливудских кинокартин, срежиссированных Джоном Фордом, Фрэнком Борзейги и Кингом Видором. Бразийака в их работах привлекала в первую очередь оригинальность подачи. Он был первым крупным кинокритиком во Франции, который обратил внимание на японский кинематограф, а именно на кинопроизведения Ясудзиро Одзу, Кэндзи Мидзогути и Хэйноскэ Гошо. Находясь в тюрьме, он работал над третьим изданием своей труда о кинематографе и начал адаптировать работу о шекспировском Фальстафе, фильм о котором он надеялся снять с участием Ремю.

### Политика и деятельность во время войны
Бразийак был редактором Je suis partout, фашистской газеты, основанной диссидентами из Аксьон Франсез и возглавляемой Пьером Гаксотом. Его также привлекало фашистское движение рексистов в Бельгии, и он написал статью, а позднее и книгу о лидере движения, Леоне Дегреле. Бразийак восхищался Дегрелем: ему импонировала молодость и харизма политика, а также тот факт, что он заявлял, что он не отождествлял себя ни с левыми, ни с правыми, поддерживая бастующих рабочих и вместе с тем пропагандируя любовь к королю, семье и Богу и желая создать антикоммунистическое и антикапиталистическое корпоративистское государство, основанное на христианской морали. Дегрель пошёл на сотрудничество с нацистами во время оккупации Бельгии и служил в ваффен-СС. Большое впечатление на Бразийака производил также и Хосе Антонио Примо де Ривера и его движение фалангистов. Примечательно, что одновременно с этим он называл «Майн Кампф» «шедевром кретинизма», где Гитлер казался «своего рода разъярённым школьным учителем».
Будучи солдатом в 1940 году, Бразийак был захвачен немцами и провёл в плену несколько месяцев после падения Франции. На судебном процессе против публициста сторона обвинения утверждала, что его освобождение было обусловлено тем фактом, что он писал прогерманские статьи, находясь в плену. Бразийак был освобождён в начале 1941 года и вернулся к своей работе редактора Je suis partout. Он также писал в угоду режиму Виши, но затем занял ещё более германофильские позиции и начал критиковать вишистский режим. В составе группы прогерманских французских писателей и художников принял участие в Веймарском собрании поэтов 1941 г., где была основана коллаборационистская «Европейская ассоциация писателей». В ноябре 1942 года Бразийак поддержал милитаризацию неоккупированной зоны под руководством правительства Виши, заявляя, что она «воссоединила Францию». Он побывал на месте Катынского расстрела, объездил весь Восточный фронт, встречался с французскими добровольцами и написал, по возвращении во Францию, что ушёл от «рационального» коллаборационизма и пришёл к коллаборационизму «сердца» («De collaborationiste de raison, je suis devenu collaborationiste de coeur»). Он предлагал казнить левых политиков и летом 1944 года подписал петицию, где призывал к расстрелу всех членов французского Сопротивления. Бразийак считал себя «умеренным» антисемитом, и поэтому был смещён на посту главного редактора Je suis partout в 1943 году Пьером-Антуаном Кусто, который придерживался более радикальных взглядов. Писатель также был членом Коллаборационной группы (Groupe Collaboration), общественного объединения, которое занималось налаживанием тесных культурных связей между Францией и Германией. Он продолжал работать в различных журналах, включая Révolution nationale и le Petit Parisien. После освобождения Парижа Бразийак прятался на чердаке, шутя по этому поводу в своём дневнике: «евреи живут в шкафах уже в течение четырёх лет, почему бы не начать подражать им?»
14 сентября 1944 года он сдался союзникам, когда услышал, что его мать была арестована. Он явился в префектуру, где дежурил его однокашник, который дал понять: «тебе лучше уйти, тебя здесь не было», но Бразийак поднял шум, во всеуслышание назвав себя, добился своего ареста и освобождения родственников. Следующие пять месяцев своей жизни он провёл в тюрьме, продолжая заниматься литературной деятельностью.

### Суд и казнь
Суд над писателем состоялся 19 января 1945 года в Париже. Судья, что примечательно, исполнял свои обязанности и при режиме Виши. Прокурор основное внимание сосредоточил на яростных антисемитских взглядах публициста, связывая хвалебные статьи о Германии и порицание организации Сопротивления с преступлениями, совершёнными солдатами СС, а также играл на гомофобских настроениях общественности, многократно обращая внимание присяжных к гомосексуальной ориентации Бразийака, замечая, так сказать, что он спал с врагом и одобрял «проникновение» Германии во Францию. Бразийак был приговорён к смерти. «Это честь!» ― сказал писатель своим разгневанным сторонникам.
Приговор вызвал яростные споры в литературных кругах Франции: даже некоторые политические оппоненты Бразийака выступили с протестом. Франсуа Мориак, известный французский писатель и деятель движения Сопротивления, которого сам Бразийак поливал грязью в прессе, подал петицию Шарлю Де Голлю о смягчении наказания. В первой редакции были следующие слова: «Мы просто полагаем, представляя себе этого человека, нашего врага, привязанным к расстрельному столбу, человека, в котором мы с внезапным изумлением узнали своего брата, что неправому делу не нужны мученики и что прощение может быть порой самым решительным и одновременно самым мудрым наказанием». Петиция была подписана в том числе и такими выдающимися французскими литераторами, как Поль Валери, Поль Клодель, Альбер Камю, Жан Кокто, Колетт, Артюр Онеггер, Жан Ануй и прочими. Ставить ли подпись, Камю размышлял два дня. Бразийака как писателя Камю считал ничтожеством, как человека — презирал. Он не мог забыть друзей, убитых теми, кого вдохновлял Бразийак, и помнил, что тот не заступился за расстрелянных коммунистов — «рыжего философа» Жоржа Политцера и писателя Жака Декура. Но отвращение Камю к смертной казни оказалось сильнее всех прочих чувств.
Де Голль отверг петицию, и Бразийак был расстрелян в Монруже 6 февраля 1945 года. Существует предположение о том, что Де Голль отказался помиловать писателя потому, что тот многократно призывал казнить Жоржа Манделя. Де Голль восхищался Манделем, который был одним из выдающихся политиков консервативного толка (а также был евреем), и который был убит сотрудниками Милиции в самом конце немецкой оккупации. Перед смертью Бразийак выкрикнул «Всё равно да здравствует Франция!» («Vive la France quand même!»). Писатель был похоронен в Париже. Кокто счёл казнь «нелепого и зловредного» Бразийака вопиющей несправедливостью: «хватит приговаривать к смерти писателей и оставлять в покое тех, кто поставлял оружие немецкой армии», ― так говорил писатель. Морис Бардеш, соратник Бразийака, который был также женат на его сестре, после своей смерти был захоронен рядом с ним.

### Наследие
Когда его жизнь подходила к концу, Бразийак пытался защитить своё литературное наследие. Он сочинил несколько произведений в ожидании суда и казни, в том числе сборник стихов и письмо к французской молодёжи будущего, объясняя и оправдывая свои действия (Lettre à un soldat de la classe de soixante). В письме он не выказал раскаяния в поддержке фашистской идеологии, в антисемитских взглядах или относительно своей деятельности во время войны, хотя утверждал, что не подозревал о том факте, что французские евреи отправлялись на смерть во время своей депортации.
Элис Каплан, автор биографии Бразийака, отмечала, что смерть писателя сделала его «Джеймсом Дином французского фашизма» и мучеником среди ультраправых. Франсуа Трюффо, французский кинорежиссёр, давал высокую оценку трудам Бразийака.
Доминик Веннер, один из ярких представителей новых правых во Франции, в своём журнале Nouvelle Revue d’Histoire хвалил творческое наследие писателя.
На данный момент также существует сообщество под названием «Association des Amis de Robert Brasillach», которое поддерживает и прославляет наследие Бразийака.

#### В массовой культуре
- В фильме Éloge de l’amour (Хвала любви) французского режиссёра Жана-Люка Годара цитируются строки из «Завещания» Бразийака, которое тот написал перед казнью.
- Французский певец Ян Александер (Jann Halexander) исполнял песню под названием «Brasillach 1945», в которой выражается радость по поводу его казни.
- Бразийак является одним из персонажей романа Джонатана Литтелла «Благоволительницы», где он представлен в качестве одного из однокурсников главного героя, Максимилиана Ауэ.

## Работы

### Художественные произведения
- 1932 Le Voleur d'étincelles
- 1934 L’Enfant de la nuit
- 1936 Le Marchand d’oiseaux
- 1937 Comme le temps passe, номинирован на премию Фемина в 1937 году
- 1939 Les Sept Couleurs, номинирован на Гонкуровскую премию в 1939 году.

### Прочие работы
- 1931 Présence de Virgile
- 1932 Le Procès de Jeanne d’Arc
- 1935 Portraits. Barrès, Proust, Maurras, Colette, Giraudoux, Morand, Cocteau, Malraux, etc.,
- 1935 (переиздано в 1943) Histoire du Cinéma (совместно с Морисом Бардешем)
- 1936, Animateurs de théâtre
- 1936 Léon Degrelle et l’avenir de " Rex "
- 1936 Les Cadets de l’Alcazar
- 1938 Pierre Corneille
- 1939 Histoire de la guerre d’Espagne (совместно с Морисом Бардешем)
- 1941 Notre avant-guerre
- 1944 Les Quatre Jeudis

### Опубликованные посмертно
- 1945 Poèmes de Fresnes
- 1946 Lettre à un soldat de la classe 60
- 1947 Chénier, La Pensée française
- 1950 Anthologie de la poésie grecque ISBN 2-253-01517-2
- 1952 Lettres écrites en prison
- 1953 Six heures à perdre
- 1954 Bérénice
- 1955 Journal d’un homme occupé
- 1961 Poètes oubliés
- 1961 Dom Rémy
- 1962 Commentaire sur La Varende
- 1963 En marge de Daphnis et Chloé
- 1963 Nouvelle prière sur l’Acropole
- 1967 Écrit à Fresnes
- 1968 Une génération dans l’orage
- 1970 Vingt lettres de Robert Brasillach
- 1971 Abel Bonnard
- 1974 Les Captifs
- 1984 Le Paris de Balzac
- 1985 Hugo et le snobisme révolutionnaire
- 1985 Montherlant entre les hommes et les femmes
- 1992 Fulgur novel
- 1999 La Question juive, articles de Brasillach et Cousteau
- 2002 Relectures Robert Brasillach